# Calamistro
Nas aranhas, o calamistrum é uma fileira de cerdas especializadas nas patas, utilizadas para pentear finas faixas de seda. Só se encontra nas aranhas cribeladas, ou seja, aranhas que possuem o órgão giratório conhecido como cribelo. O calamistrum e o cribellum são utilizados para formar as faixas de seda que são características das teias destas aranhas. O calamistro encontra-se na margem superior do metatarso das patas traseiras. Cada cerda do calamistrum é serrilhada de um lado e lisa do outro. 
O comprimento do calamistro de uma aranha é sempre igual ou superior à largura do cribelo. A proporção entre o comprimento do calamistrum e a largura do cribelo varia muito, mesmo entre espécies aparentadas. Isto deve-se provavelmente a diferenças no comportamento de rotação e também a diferenças no tamanho e forma das pernas e do abdómen.
Quando as aranhas cribeladas macho atingem a maturidade sexual, perdem o cribelo e o calamistro ou retêm-nos sob uma forma vestigial.

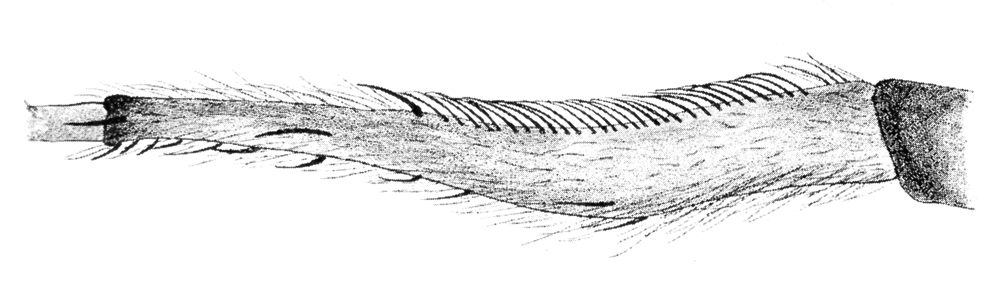
Calamistro de Zosis geniculata